# Blekko
Blekko (eigene Schreibweise blekko) war eine Websuchmaschine, die am 1. November 2010 den offiziellen Betrieb aufgenommen hatte und am 27. März 2015 eingestellt wurde. Blekko wurde vom US-Unternehmen Blekko Inc. betrieben.

## Geschichte
Ins Leben gerufen wurde das Unternehmen im Jahr 2007 unter anderem von Rich Skrenta, dem Gründer des Open Directory Projects. Skrenta hatte früher unter dem Namen blekko einen kostenlosen Telnet-Dienst angeboten, über den einige Kommandozeilen-Tools wie der textbasierte Browser Lynx genutzt werden konnten.
Nachdem IBM die Suchmaschinentechnik von Blekko erworben hatte, wurde der Dienst am 27. März 2015 eingestellt; IBM verwies dabei auf einen Beitrag im IBM-Blog Building a Smarter Planet, in dem angekündigt wurde, dass die Webcrawler-Technik von Blekko künftig dazu dienen solle, die Fähigkeiten des KI-Programms Watson um fortgeschrittenes Webcrawling, Kategorisierung und „intelligente Filtertechnik“ zu ergänzen.

## Konzept
Blekko unterschied sich von den meisten Suchmaschinen dadurch, dass bei der Erstellung der Ergebnisse die Anwender stark mit einbezogen wurden. Nutzer des Dienstes sollten die Datenbasis verbessern, indem sie die Suchergebnisse kategorisierten, kommentierten und Filter erstellten. Die Filterung der Suchergebnisse geschah dabei mittels sogenannten Slashtags. Slashtags wurden an Suchanfragen angehängt, um Suchergebnisse auf Webseiten zu einem Thema wie beispielsweise Gesundheit, Geld oder Autos zu beschränken.
Im Gegensatz zu anderen Suchmaschinen hatte Blekko seinen Algorithmus, d. h. die Sortierung der Suchergebnisse, offengelegt.

## Apps
Im Januar 2013 hat Blekko unter der Bezeichnung Izik eine Anwendung für Tablets vorgestellt, die mit dem Betriebssystem Apple iOS oder Android lief. Im Vergleich zur Suchmaschine Blekko selbst, die primär den Anwender in die Suche einbezog, differenzierte sich Izik über die grafische Aufbereitung der Ergebnisse. Anstelle einer klassischen (vorwiegend textbasierten) Liste mit Webseiten generierte die Software für jede Anfrage eine Art Magazin, dessen Darstellung sich an Diensten wie Flipboard oder Google Currents orientierte. Die App unterstützte Gesten mit mehreren Fingern.

## Kritik
Ein Kritikpunkt war, dass der Schwerpunkt auf englischsprachigen Webseiten und Filtern lag. Außerdem waren im Vergleich zu Google, Yahoo oder bing lediglich drei Milliarden Webseiten indexiert. Seitens Blekko wurde dies damit begründet, die Web-Suche aufräumen und den Spam herausfiltern zu wollen. Zudem barg die Einbeziehung der Nutzer die Gefahr der unpassenden Verknüpfung von Kommentaren und Kategorisierungen und damit der Manipulation der Suchergebnisse. Beispielsweise konnte so George W. Bush mit der Kategorie miserable Failure verbunden werden – ähnlich wie es bei der Google-Bombe der Fall ist.